# زكريا بن إدريس الأشعري قمي
زكريا بن إدريس الأشعري قمي أو زكريا بن إدريس بن عبد الله الأشعري القمي، المعروف باسم أبو جرير هو من الرواة عند الشيعة محدث وأحد رفاق جعفر بن محمد الصادق وموسى بن جعفر الكاظم وعلي بن موسى الرضا. وقد اعتبرته مجموعة من شيوخ الشيعة من الشخصيات المؤثرة في تاريخ الإسلام. وقد ذكر الشيخ الطوسي، أن له نحو 3300 حديث.

## نسبه ونشاطه
زكريا بن إدريس أشعري قمي من آل الأشعري. والده: إدريس بن عبد الله، نعته النجاشي بالثقة، وذكر كتاباً له. أما تاريخ ميلاده فغير متوفر، وربما في أوائل القرن الثامن الميلادي.
قال الشيخ الطوسي في كتابه «رجال الطوسي»: إن زكريا بن إدريس الأشعري قمي من أصحاب جعفر بن محمد الصادق  وموسى بن جعفر الكاظم  وعلي بن موسى الرضا  (أئمة الشيعة).
وقد روى زكريا بن إدريس الأشعري قمي عدة أحاديث عن هؤلاء الأئمة الشيعة. كما ورد عنه مراسلة مع موسى بن جعفر الكاظم في مسألة فقهية.
بعد استشهاد موسى بن جعفر الكاظم وظهور المذهب الوقفي ذهب زكريا بن إدريس إلى علي بن موسى الرضا للتحقيق في أمر الإمامة للتأكد من أنه رئيس المذهب.

## أعماله
ألّف زكريا بن إدريس الأشعري قمي الكتب بالإضافة إلى تدريب الطلاب المتميزين والأقوياء. وأدرج الشيخ الطوسي  ونجاشي  كتابًا واحدًا فقط باسمه في موضوع الحديث، وقد ذكره آغا بوزرج طهراني في «الزريعة» تحت عنوان: كتاب الحديث.

## وفاته
لا يوجد تاريخ محدد لوفاته؛ لكن على الأرجح في نهاية القرن الثاني الهجري (أواخر القرن الثامن أو أوائل القرن التاسع الميلادي)، وأنه توفي في مدينة قم، ودفن في مقبرة شيخان بجوار قبر ابن عمه زكريا بن آدم أشعري قمي. وقد كتب البعض أن علي بن موسى الرضا بعد وفاة زكريا بن إدريس سأل عنه وطلب الرحمة عليه.

## أنظر أيضا
- أبو حمزة الثوملي
- صفوان بن يحيى
- محمد باقر شريف طباطبائي
- محمد بن عمر الكشي
- ميرزا أبو القاسم جيلاني